# Écosse-France en rugby à XV
Cet article retrace les confrontations entre l'équipe d'Écosse et l'équipe de France en rugby à XV. Les deux équipes se sont affrontées à 104 reprises dont trois fois en Coupe du monde. Les Écossais ont remporté 40 victoires contre 61 pour les Français et trois matches nuls. Depuis 2018, le Trophée Auld Alliance est mis en jeux lors des rencontres entre les deux nations dans le cadre du Tournoi des Six Nations.

## Historique

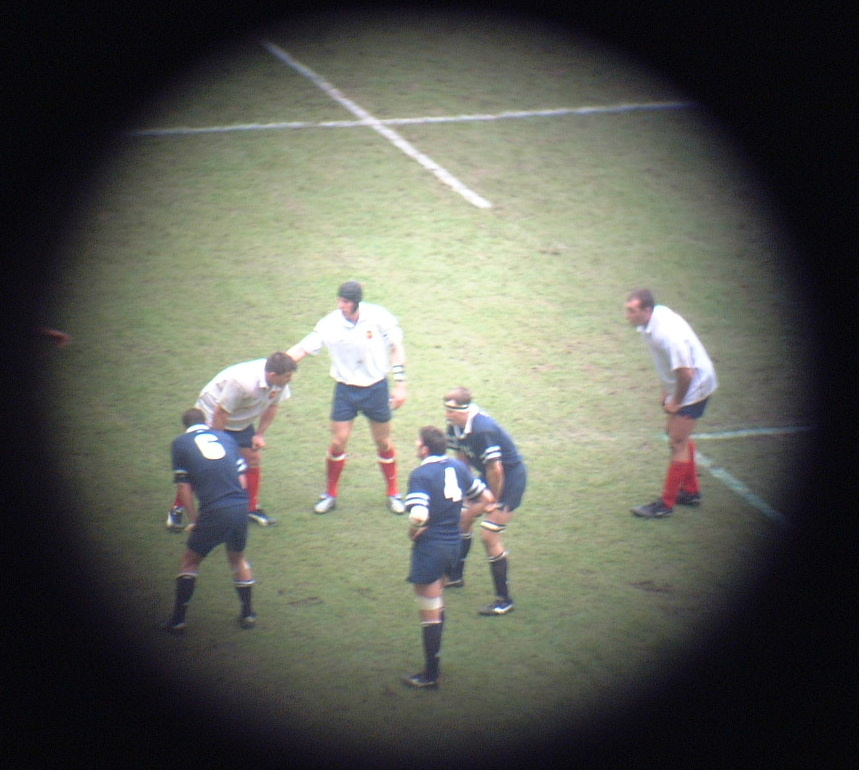
France - Écosse lors du Tournoi des VI Nations 2003 au Stade de France.

Le premier match entre ces deux nations, en 1910 au Stade d'Inverleith, correspond aussi au premier match organisé par la Fédération française de rugby, créée une année auparavant.
En 1913, lors du Tournoi des Cinq Nations, après la défaite française 3 à 21, les spectateurs envahissent le terrain et tentent de s'en prendre à l'arbitre, sauvé par l'intervention des gardes mobiles. Le lendemain, Henri Desgrange dans L'Auto écrit sa « fierté d'être français devant un tel spectacle » et regrette qu'on n'ait pas laissé les supporters demander des explications à l'arbitre. Cet événement entraîne pour près de dix ans la rupture des relations rugbystiques entre la France et l'Écosse.
En 1999, l’Écosse gagne au Stade de France dans un tournoi morose pour la France puisque le pays de Galles l’emporte aussi à Paris. En 2006, l’Écosse l’emporte chez elle pour la première fois après dix années de défaites. En 2013, l'équipe de France l'emporte sur l'Écosse et termine le Tournoi des Six Nations 2013 avec sa première victoire dans cette édition de la compétition.

## Confrontations
| No  | Date             | Lieu                                               | Match           | Score   | Compétition                           |
| --- | ---------------- | -------------------------------------------------- | --------------- | ------- | ------------------------------------- |
| 1   | 22 janvier 1910  | Inverleith — Écosse                                | Écosse – France | 27 – 0  | Tournoi des Cinq Nations              |
| 2   | 2 janvier 1911   | Stade du Matin, Colombes — France                  | France – Écosse | 16 – 15 | Tournoi des Cinq Nations              |
| 3   | 20 janvier 1912  | Inverleith — Écosse                                | Écosse – France | 31 – 3  | Tournoi des Cinq Nations              |
| 4   | 1er janvier 1913 | Parc des Princes, Paris — France                   | France – Écosse | 3 – 21  | Tournoi des Cinq Nations              |
| 5   | 1er janvier 1920 | Parc des Princes, Paris — France                   | France – Écosse | 0 – 5   | Tournoi des Cinq Nations              |
| 6   | 22 janvier 1921  | Inverleith — Écosse                                | Écosse – France | 0 – 3   | Tournoi des Cinq Nations              |
| 7   | 2 janvier 1922   | Stade de Colombes, Colombes — France               | France – Écosse | 3 – 3   | Tournoi des Cinq Nations              |
| 8   | 20 janvier 1923  | Inverleith — Écosse                                | Écosse – France | 16 – 3  | Tournoi des Cinq Nations              |
| 9   | 1er janvier 1924 | Stade Pershing — France                            | France – Écosse | 12 – 10 | Tournoi des Cinq Nations              |
| 10  | 24 janvier 1925  | Inverleith — Écosse                                | Écosse – France | 25 – 4  | Tournoi des Cinq Nations              |
| 11  | 2 janvier 1926   | Stade olympique de Colombes, Colombes — France     | France – Écosse | 6 – 20  | Tournoi des Cinq Nations              |
| 12  | 22 janvier 1927  | Murrayfield Stadium, Édimbourg — Écosse            | Écosse – France | 23 – 6  | Tournoi des Cinq Nations              |
| 13  | 2 janvier 1928   | Stade olympique de Colombes, Colombes — France     | France – Écosse | 6 – 15  | Tournoi des Cinq Nations              |
| 14  | 19 janvier 1929  | Murrayfield Stadium, Édimbourg — Écosse            | Écosse – France | 6 – 3   | Tournoi des Cinq Nations              |
| 15  | 1er janvier 1930 | Stade olympique Yves-du-Manoir, Colombes — France  | France – Écosse | 7 – 3   | Tournoi des Cinq Nations              |
| 16  | 24 janvier 1931  | Murrayfield Stadium, Édimbourg — Écosse            | Écosse – France | 6 – 4   | Tournoi des Cinq Nations              |
| 17  | 1er janvier 1947 | Stade olympique Yves-du-Manoir, Colombes — France  | France – Écosse | 8 – 3   | Tournoi des Cinq Nations              |
| 18  | 24 janvier 1948  | Murrayfield Stadium, Édimbourg — Écosse            | Écosse – France | 9 – 8   | Tournoi des Cinq Nations              |
| 19  | 15 janvier 1949  | Stade olympique Yves-du-Manoir, Colombes — France  | France – Écosse | 0 – 8   | Tournoi des Cinq Nations              |
| 20  | 14 janvier 1950  | Murrayfield Stadium, Édimbourg — Écosse            | Écosse – France | 8 – 5   | Tournoi des Cinq Nations              |
| 21  | 13 janvier 1951  | Stade olympique Yves-du-Manoir, Colombes — France  | France – Écosse | 14 – 12 | Tournoi des Cinq Nations              |
| 22  | 12 janvier 1952  | Murrayfield Stadium, Édimbourg — Écosse            | Écosse – France | 11 – 13 | Tournoi des Cinq Nations              |
| 23  | 10 janvier 1953  | Stade olympique Yves-du-Manoir, Colombes — France  | France – Écosse | 11 – 5  | Tournoi des Cinq Nations              |
| 24  | 9 janvier 1954   | Murrayfield Stadium, Édimbourg — Écosse            | Écosse – France | 0 – 3   | Tournoi des Cinq Nations              |
| 25  | 8 janvier 1955   | Stade olympique Yves-du-Manoir, Colombes — France  | France – Écosse | 15 – 0  | Tournoi des Cinq Nations              |
| 26  | 9 janvier 1956   | Murrayfield Stadium, Édimbourg — Écosse            | Écosse – France | 12 – 0  | Tournoi des Cinq Nations              |
| 27  | 12 janvier 1957  | Stade olympique Yves-du-Manoir, Colombes — France  | France – Écosse | 0 – 6   | Tournoi des Cinq Nations              |
| 28  | 11 janvier 1958  | Murrayfield Stadium, Édimbourg — Écosse            | Écosse – France | 11 – 9  | Tournoi des Cinq Nations              |
| 29  | 10 janvier 1959  | Stade olympique Yves-du-Manoir, Colombes — France  | France – Écosse | 9 – 0   | Tournoi des Cinq Nations              |
| 30  | 9 janvier 1960   | Murrayfield Stadium, Édimbourg — Écosse            | Écosse – France | 11 – 13 | Tournoi des Cinq Nations              |
| 31  | 7 janvier 1961   | Stade olympique Yves-du-Manoir, Colombes — France  | France – Écosse | 11 – 0  | Tournoi des Cinq Nations              |
| 32  | 13 janvier 1962  | Murrayfield Stadium, Édimbourg — Écosse            | Écosse – France | 3 – 11  | Tournoi des Cinq Nations              |
| 33  | 12 janvier 1963  | Stade olympique Yves-du-Manoir, Colombes — France  | France – Écosse | 6 – 11  | Tournoi des Cinq Nations              |
| 34  | 4 janvier 1964   | Murrayfield Stadium, Édimbourg — Écosse            | Écosse – France | 10 – 0  | Tournoi des Cinq Nations              |
| 35  | 9 janvier 1965   | Stade olympique Yves-du-Manoir, Colombes — France  | France – Écosse | 16 – 8  | Tournoi des Cinq Nations              |
| 36  | 15 janvier 1966  | Murrayfield Stadium, Édimbourg — Écosse            | Écosse – France | 3 – 3   | Tournoi des Cinq Nations              |
| 37  | 14 janvier 1967  | Stade olympique Yves-du-Manoir, Colombes — France  | France – Écosse | 8 – 9   | Tournoi des Cinq Nations              |
| 38  | 13 janvier 1968  | Murrayfield Stadium, Édimbourg — Écosse            | Écosse – France | 6 – 8   | Tournoi des Cinq Nations              |
| 39  | 11 janvier 1969  | Stade olympique Yves-du-Manoir, Colombes — France  | France – Écosse | 3 – 6   | Tournoi des Cinq Nations              |
| 40  | 10 janvier 1970  | Murrayfield Stadium, Édimbourg — Écosse            | Écosse – France | 9 – 11  | Tournoi des Cinq Nations              |
| 41  | 16 janvier 1971  | Stade olympique Yves-du-Manoir, Colombes — France  | France – Écosse | 13 – 8  | Tournoi des Cinq Nations              |
| 42  | 15 janvier 1972  | Murrayfield Stadium, Édimbourg — Écosse            | Écosse – France | 20 – 9  | Tournoi des Cinq Nations              |
| 43  | 13 janvier 1973  | Parc des Princes, Paris — France                   | France – Écosse | 16 – 13 | Tournoi des Cinq Nations              |
| 44  | 16 mars 1974     | Murrayfield Stadium, Édimbourg — Écosse            | Écosse – France | 19 – 6  | Tournoi des Cinq Nations              |
| 45  | 15 février 1975  | Parc des Princes, Paris — France                   | France – Écosse | 10 – 9  | Tournoi des Cinq Nations              |
| 46  | 10 janvier 1976  | Murrayfield Stadium, Édimbourg — Écosse            | Écosse – France | 6 – 13  | Tournoi des Cinq Nations              |
| 47  | 5 mars 1977      | Parc des Princes, Paris — France                   | France – Écosse | 23 – 3  | Tournoi des Cinq Nations              |
| 48  | 4 février 1978   | Murrayfield Stadium, Édimbourg — Écosse            | Écosse – France | 16 – 19 | Tournoi des Cinq Nations              |
| 49  | 17 mars 1979     | Parc des Princes, Paris — France                   | France – Écosse | 21 – 17 | Tournoi des Cinq Nations              |
| 50  | 16 février 1980  | Murrayfield Stadium, Édimbourg — Écosse            | Écosse – France | 22 – 14 | Tournoi des Cinq Nations              |
| 51  | 17 janvier 1981  | Parc des Princes, Paris — France                   | France – Écosse | 16 – 9  | Tournoi des Cinq Nations              |
| 52  | 6 mars 1982      | Murrayfield Stadium, Édimbourg — Écosse            | Écosse – France | 16 – 7  | Tournoi des Cinq Nations              |
| 53  | 5 février 1983   | Parc des Princes, Paris — France                   | France – Écosse | 19 – 15 | Tournoi des Cinq Nations              |
| 54  | 17 mars 1984     | Murrayfield Stadium, Édimbourg — Écosse            | Écosse – France | 21 – 12 | Tournoi des Cinq Nations              |
| 55  | 16 février 1985  | Parc des Princes, Paris — France                   | France – Écosse | 11 – 3  | Tournoi des Cinq Nations              |
| 56  | 18 janvier 1986  | Murrayfield Stadium, Édimbourg — Écosse            | Écosse – France | 18 – 17 | Tournoi des Cinq Nations              |
| 57  | 7 mars 1987      | Parc des Princes, Paris — France                   | France – Écosse | 28 – 22 | Tournoi des Cinq Nations              |
| 58  | 23 mai 1987      | Lancaster Park, Christchurch — Nouvelle-Zélande    | Écosse – France | 20 – 20 | Coupe du monde (poule D)              |
| 59  | 6 février 1988   | Murrayfield Stadium, Édimbourg — Écosse            | Écosse – France | 23 – 12 | Tournoi des Cinq Nations              |
| 60  | 18 mars 1989     | Parc des Princes, Paris — France                   | France – Écosse | 19 – 3  | Tournoi des Cinq Nations              |
| 61  | 17 février 1990  | Murrayfield Stadium, Édimbourg — Écosse            | Écosse – France | 21 – 0  | Tournoi des Cinq Nations              |
| 62  | 19 janvier 1991  | Parc des Princes, Paris — France                   | France – Écosse | 15 – 9  | Tournoi des Cinq Nations              |
| 63  | 7 mars 1992      | Murrayfield Stadium, Édimbourg — Écosse            | Écosse – France | 10 – 6  | Tournoi des Cinq Nations              |
| 64  | 6 février 1993   | Parc des Princes, Paris — France                   | France – Écosse | 11 – 3  | Tournoi des Cinq Nations              |
| 65  | 19 mars 1994     | Murrayfield Stadium, Édimbourg — Écosse            | Écosse – France | 12 – 20 | Tournoi des Cinq Nations              |
| 66  | 18 février 1995  | Parc des Princes, Paris — France                   | France – Écosse | 21 – 23 | Tournoi des Cinq Nations              |
| 67  | 3 juin 1995      | Loftus Versfeld Stadium, Pretoria — Afrique du Sud | France – Écosse | 22 – 19 | Coupe du monde (poule D)              |
| 68  | 3 février 1996   | Murrayfield Stadium, Édimbourg — Écosse            | Écosse – France | 19 – 14 | Tournoi des Cinq Nations              |
| 69  | 15 mars 1997     | Parc des Princes, Paris — France                   | France – Écosse | 47 – 20 | Tournoi des Cinq Nations              |
| 70  | 21 février 1998  | Murrayfield Stadium, Édimbourg — Écosse            | Écosse – France | 16 – 51 | Tournoi des Cinq Nations              |
| 71  | 10 avril 1999    | Stade de France, Saint-Denis — France              | France – Écosse | 22 – 36 | Tournoi des Cinq Nations              |
| 72  | 4 mars 2000      | Murrayfield Stadium, Édimbourg — Écosse            | Écosse – France | 16 – 28 | Tournoi des Six Nations               |
| 73  | 4 février 2001   | Stade de France, Saint-Denis — France              | France – Écosse | 16 – 6  | Tournoi des Six Nations               |
| 74  | 23 mars 2002     | Murrayfield Stadium, Édimbourg — Écosse            | Écosse – France | 10 – 22 | Tournoi des Six Nations               |
| 75  | 23 février 2003  | Stade de France, Saint-Denis — France              | France – Écosse | 38 – 3  | Tournoi des Six Nations               |
| 76  | 25 octobre 2003  | Telstra Stadium, Sydney — Australie                | France – Écosse | 51 – 9  | Coupe du monde (poule B)              |
| 77  | 21 mars 2004     | Murrayfield Stadium, Édimbourg — Écosse            | Écosse – France | 0 – 31  | Tournoi des Six Nations               |
| 78  | 5 février 2005   | Stade de France, Saint-Denis — France              | France – Écosse | 16 – 9  | Tournoi des Six Nations               |
| 79  | 5 février 2006   | Murrayfield Stadium, Édimbourg — Écosse            | Écosse – France | 20 – 16 | Tournoi des Six Nations               |
| 80  | 17 mars 2007     | Stade de France, Saint-Denis — France              | France – Écosse | 46 – 19 | Tournoi des Six Nations               |
| 81  | 3 février 2008   | Murrayfield Stadium, Édimbourg — Écosse            | Écosse – France | 6 – 27  | Tournoi des Six Nations               |
| 82  | 14 février 2009  | Stade de France, Saint-Denis France                | France – Écosse | 22 – 13 | Tournoi des Six Nations               |
| 83  | 7 février 2010   | Murrayfield Stadium, Édimbourg — Écosse            | Écosse – France | 9 – 18  | Tournoi des Six Nations               |
| 84  | 5 février 2011   | Stade de France, Saint-Denis — France              | France – Écosse | 34 – 21 | Tournoi des Six Nations               |
| 85  | 26 février 2012  | Murrayfield Stadium, Édimbourg — Écosse            | Écosse – France | 17 – 23 | Tournoi des Six Nations               |
| 86  | 16 mars 2013     | Stade de France, Saint-Denis — France              | France – Écosse | 23 – 16 | Tournoi des Six Nations               |
| 87  | 8 mars 2014      | Murrayfield Stadium, Édimbourg — Écosse            | Écosse – France | 17 – 19 | Tournoi des Six Nations               |
| 88  | 7 février 2015   | Stade de France, Saint-Denis — France              | France – Écosse | 15 – 8  | Tournoi des Six Nations               |
| 89  | 5 septembre 2015 | Stade de France, Saint-Denis — France              | France – Écosse | 19 – 16 | Test match                            |
| 90  | 13 mars 2016     | Murrayfield Stadium, Édimbourg — Écosse            | Écosse – France | 29 – 18 | Tournoi des Six Nations               |
| 91  | 12 février 2017  | Stade de France, Saint-Denis — France              | France – Écosse | 22 – 16 | Tournoi des Six Nations               |
| 92  | 11 février 2018  | Murrayfield Stadium, Édimbourg — Écosse            | Écosse – France | 32 – 26 | Tournoi des Six Nations               |
| 93  | 23 février 2019  | Stade de France, Saint-Denis — France              | France – Écosse | 27 – 10 | Tournoi des Six Nations               |
| 94  | 17 août 2019     | Allianz Riviera, Nice — France                     | France – Écosse | 32 – 3  | Test match                            |
| 95  | 24 août 2019     | Murrayfield Stadium, Édimbourg — Écosse            | Écosse – France | 17 – 14 | Test match                            |
| 96  | 8 mars 2020      | Murrayfield Stadium, Édimbourg — Écosse            | Écosse – France | 28 – 17 | Tournoi des Six Nations               |
| 97  | 22 novembre 2020 | Murrayfield Stadium, Édimbourg — Écosse            | Écosse – France | 15 – 22 | Coupe d'automne des nations (poule B) |
| 98  | 26 mars 2021     | Stade de France, Saint-Denis — France              | France – Écosse | 23 – 27 | Tournoi des Six Nations               |
| 99  | 26 février 2022  | Murrayfield Stadium, Édimbourg — Écosse            | Écosse – France | 17 – 36 | Tournoi des Six Nations               |
| 100 | 26 février 2023  | Stade de France, Saint-Denis — France              | France – Écosse | 32 – 21 | Tournoi des Six Nations               |
| 101 | 5 août 2023      | Murrayfield Stadium, Édimbourg — Écosse            | Écosse – France | 25 – 21 | Test match                            |
| 102 | 12 août 2023     | Stade Geoffroy Guichard, Saint-Étienne — France    | France – Écosse | 30 – 27 | Test match                            |
| 103 | 10 février 2024  | Murrayfield Stadium, Édimbourg — Écosse            | Écosse – France | 16 – 20 | Tournoi des Six Nations               |
| 104 | 15 mars 2025     | Stade de France, Saint-Denis — France              | France – Écosse | 35 – 16 | Tournoi des Six Nations               |

| No | Date       | Lieu                                  | Match           | Score   | Compétition  |
| -- | ---------- | ------------------------------------- | --------------- | ------- | ------------ |
| -  | 7 mai 1987 | Stade Maurice-Trélut, Tarbes — France | France – Écosse | 16 – 16 | Match amical |

## Statistiques
Au 23 novembre 2020.
- Matchs invaincus :
  - Écosse : 5 de janvier 1925 à janvier 1929 (soit 4 ans)
  - France : 10 de mars 2007 à septembre 2015 (8 ans et 6 mois)
- Total :
  - Nombre de rencontres : 103

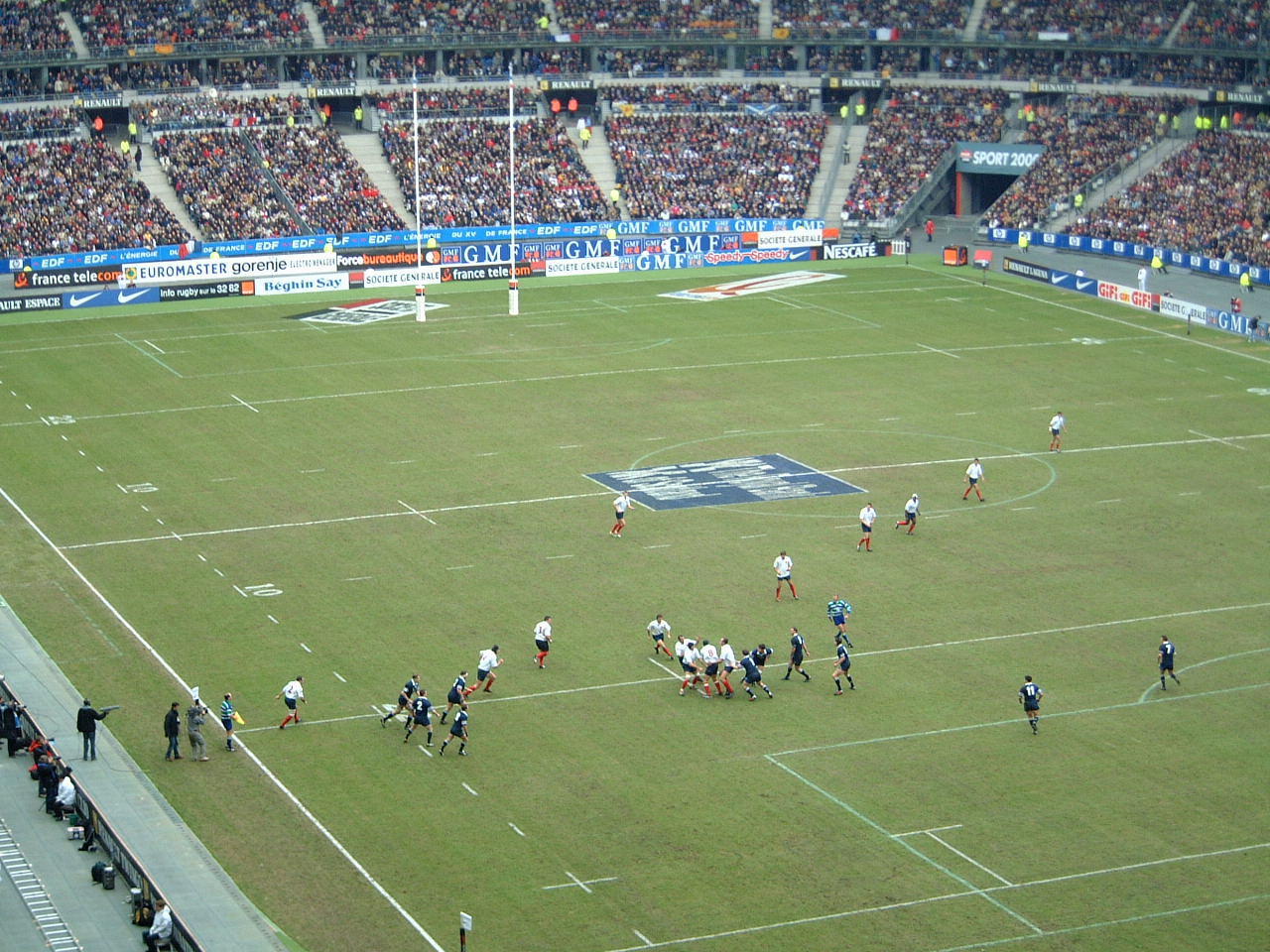
France - Écosse lors du Tournoi des VI Nations 2003 au Stade de France

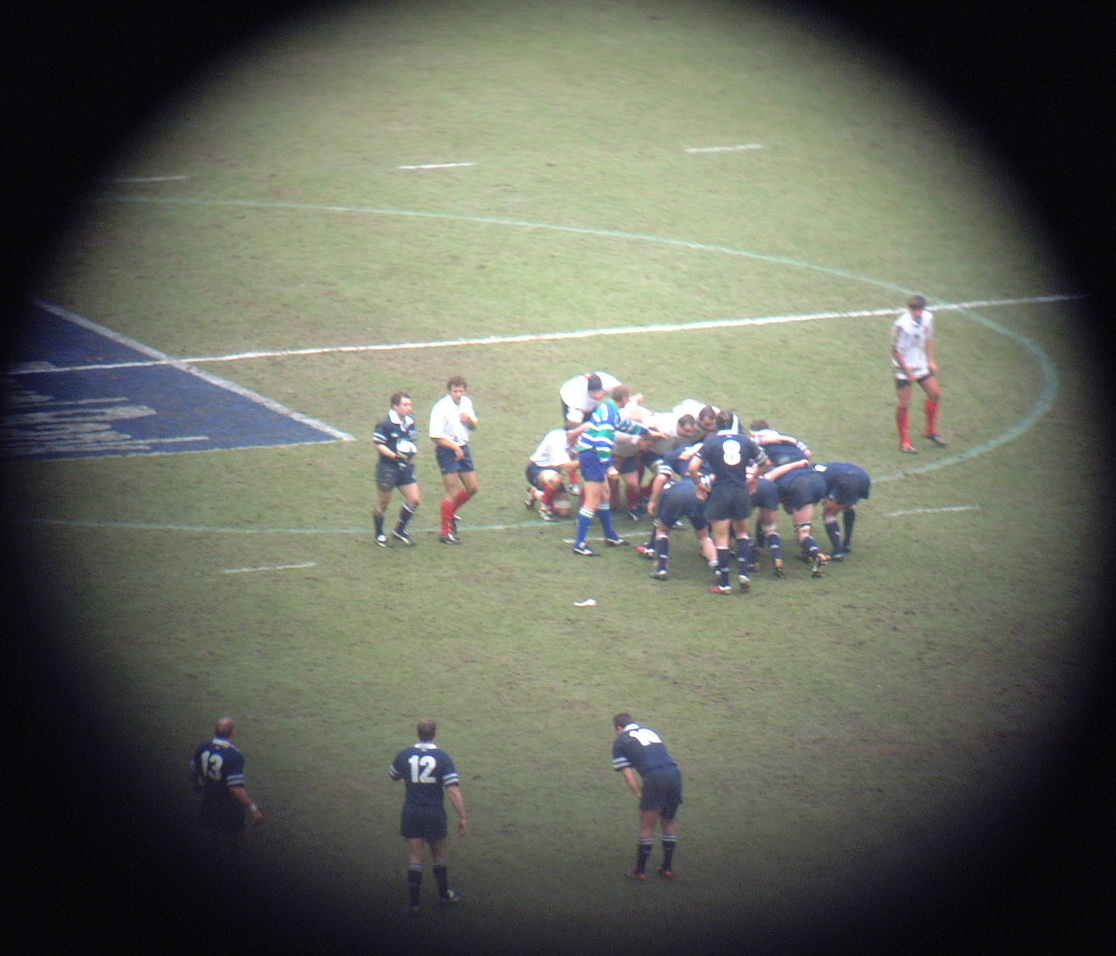
France - Écosse lors du Tournoi des VI Nations 2003 au Stade de France

  - Premier match gagné par les Écossais : 22 janvier 1910 (no 1)
  - Premier match gagné par les Français : 2 janvier 1911 (no 2)
  - Dernier match gagné par les Écossais : 5 août 2023
  - Dernier match gagné par les Français: 10 février 2024
  - Plus grand nombre de points marqués par les Écossais : 36 points le 10 avril 1999 (gagné)
  - Plus grand nombre de points marqués par les Français : 51 points les 21 février 1998 et 25 octobre 2003 (gagnés)
  - Plus grande différence de points dans un match gagné par les Écossais : +28 le 20 janvier 1912
  - Plus grande différence de points dans un match gagné par les Français : +42 le 25 octobre 2003
- En Écosse :
  - Nombre de rencontres : 46
  - Premier match gagné par les Écossais : 22 janvier 1910 (1er en Écosse)
  - Premier match gagné par les Français : 22 janvier 1921 (3e en Écosse)
  - Dernier match gagné par les Écossais : 26 mars 2021
  - Dernier match gagné par les Français  : 10 février 2024
  - Plus grand nombre de points marqués par les Écossais : 31 points le 20 janvier 1912 (gagné)
  - Plus grand nombre de points marqués par les Français : 51 points le 21 février 1998 (gagné)
  - Plus grande différence de points dans un match gagné par les Écossais : +28 le 20 janvier 1912
  - Plus grande différence de points dans un match gagné par les Français : +35 le 21 février 1998
- En France :
  - Nombre de rencontres : 47
  - Premier match gagné par les Écossais : 1er janvier 1913 (2e en France)
  - Premier match gagné par les Français : 2 janvier 1911 (1er en France)
  - Dernier match gagné par les Écossais : 10 avril 1999
  - Dernier match gagné par les Français : 26 février 2022
  - Plus grand nombre de points marqués par les Écossais : 23 points le 18 février 1995 (gagné)
  - Plus grand nombre de points marqués par les Français : 47 points le 15 mars 1997 (gagné)
  - Plus grande différence de points dans un match gagné par les Écossais : +18 le 1er janvier 1913
  - Plus grande différence de points dans un match gagné par les Français : +35 le 23 février 2003
- En Coupe du monde :
  - Nombre de rencontres : 3
  - Premier match gagné par les Écossais : -
  - Premier match gagné par les Français : 3 juin 1995 (2e confrontation en Coupe du monde)
  - Dernier match gagné par les Écossais : -
  - Dernier match gagné par les Français : 25 octobre 2003 (3e en Coupe du monde)
  - Plus grand nombre de points marqués par les Écossais : 20 le 23 mai 1987 (match nul)
  - Plus grand nombre de points marqués par les Français : 51 le 25 octobre 2003 (gagné)
  - Plus grande différence de points dans un match gagné par les Écossais : -
  - Plus grande différence de points dans un match gagné par les Français : +42 le 25 octobre 2003
- Dans le Tournoi :
  - Nombre de rencontres : 88
  - Premier match gagné par les Écossais : 22 janvier 1910 (no 1 du tournoi)
  - Premier match gagné par les Français : 21 janvier 1911 (no 2 du tournoi)
  - Dernier match gagné par les Écossais : 8 mars 2020
  - Dernier match gagné par les Français : 10 février 2024
  - Plus grand nombre de points marqués par les Écossais : 36 points le 10 avril 1999 (gagné)
  - Plus grand nombre de points marqués par les Français : 51 points le 21 février 1998 (gagné)
  - Plus grande différence de points dans un match gagné par les Écossais : +28 le 20 janvier 1912
  - Plus grande différence de points dans un match gagné par les Français : +35 le 23 février 2003